# Социальный дефект
Социа́льный дефе́кт — ухудшение функциональности человека в основных областях человеческой деятельности: работа, друзья, семья, воспитание детей, отношения с родителями. Социальный дефект имеет место при хронических психических расстройствах, таких как шизофрения, шизоидное расстройство личности, хроническая депрессия. Психотерапевтическое и медикаментозное лечение нацелены на повышение социального функционирования.

## Показатели уровня социального функционирования
Высокие показатели социального функционирования характеризуются:
- постоянной работой;
- наличием близких друзей;
- проживанием вместе с семьёй и крепкими семейными отношениями;
- участием в воспитании детей;
- доброжелательными контактами с родителями.

Значительным социальным дефектом является:
- отсутствие работы или случайные заработки;
- отсутствие друзей;
- отсутствие семьи или проживание в одиночестве;
- непринятие участия в воспитании детей;
- враждебные отношения с родителями.